# Чадов, Андрей Александрович
Андре́й Алекса́ндрович Ча́дов (род. 22 мая 1980, Солнцево, Московская область) — российский актёр театра, кино и телевидения, продюсер. Старший брат актёра Алексея Чадова.

## Биография
Родился 22 мая 1980 года в городе Солнцеве Московской области (в мае 1984 года город Солнцево вошёл в состав Москвы).
Когда Андрею было шесть лет, а его брату Алексею — пять, их отец Александр погиб в результате несчастного случая во время работы на стройке, когда на него упала бетонная плита. Мать Чадовых, Галина Петровна, инженер, была вынуждена осваивать новые профессии, чтобы содержать семью.
В возрасте двенадцати лет Андрей вместе с братом, насмотревшись видеоклипов Майкла Джексона, главным образом, «Billie Jean», «заболели» танцем в стиле «хип-хоп» и начали заниматься в Солнцеве в детском танцевальном кружке при театре пластической драмы «Синтез» под руководством ученика Игоря Моисеева. Чтобы танцевать хип-хоп в то время, им необходимо было сначала научиться стоять у хореографического станка. Учась в театральной студии, Андрей получил среднее специальное хореографическое образование. После окончания в 1997 году московской средней школы № 1009 год работал преподавателем в детском театральном кружке.
В 1998 году поступил в Высшее театральное училище имени Б. В. Щукина, однако, проучившись там один год, перевёлся в Высшее театральное училище имени М. С. Щепкина, сразу на второй курс, где стал однокурсником своего младшего брата Алексея. В результате в 2003 году Андрей и Алексей окончили актёрский факультет Высшего театрального училища (института) имени М. С. Щепкина при Государственном академическом Малом театре России в Москве (курс Николая Николаевича Афонина, Владимира Прохоровича Селезнёва).

### Карьера
Ещё во время учёбы на втором курсе ВТУ (института) имени М. С. Щепкина Андрей Чадов сыграл первую роль в кино — роль второго плана в мелодраме Ивана Соловова «Лавина» (2001). До этого снимался в рекламе шоколадного батончика (1998) вместе с М. Шалаевой и В. Манучаровым.
Известность актёру принесли в 2004 году роли юного поэта Эдика Савенко в фильме «Русское» режиссёра Александра Велединского и Пети Глущенко в телесериале «Курсанты». За кинокартину «Русское» Андрей Чадов был удостоен приза за лучшую мужскую роль в конкурсе зрительских симпатий «Великолепная семёрка „МК“» на 2-м Московском фестивале отечественного кино «Московская премьера».
В 2006 году сыграл вместе с братом в драматическом фильме «Живой» режиссёра Александра Велединского. Чадов в 2007 году за исполнение в этом фильме роли солдата-контрактника Кира (Сергея), вернувшегося без ноги с боевых действий в Чечне, был удостоен «Кинонаграды MTV Россия» в номинации «Лучшая мужская роль», а также был номинирован на кинопремию «Ника» в номинации «Лучшая мужская роль».
В 2007 году исполнил роль немецкого военного лётчика Эрика Линдта в российском военно-историческом художественном фильме «Сердце врага», однако из-за проблем с финансированием работа над картиной была приостановлена.
Участвует в западных кинопроектах. В 2008 году вышел британский драматический фильм «Больше Бена» режиссёра Сьюзи Хейлвуд по мотивам одноимённого автобиографического романа 2000 года авторов Рунета Павла «Собакки» Тетерского и Сергея «Спайкера» Сакина. Вместе с Чадовым одну из главных ролей сыграл Бен Барнс.
Ещё один международный проект с участием актёра — «Slove. Прямо в сердце» (2011). Этот фильм стал очередной совместной работой братьев Чадовых, где они сыграли родных братьев Сергея и Алексея Рониных.
В драматическом телесериале «Дело чести» (2014), который вышел на телеканале «НТВ» в феврале 2017 года, Андрей и Алексей исполнили роли братьев, которые мстят за родителей, но выбирают разные пути: один уходит в криминал, а другой — в правоохранительные органы. Работа над картиной шла год. Параллельно Андрей работал над ролью агента под прикрытием Антона Карпова, постоянно меняющего образы и маски, в сериале «Провокатор» (2015). Выход картины состоялся в том же 2017 году на телеканале «Россия-1».
Андрей Чадов никогда не был женат, детей нет. Когда-то встречался со Светланой Светиковой. Невеста — Анастасия Виноградова

## Творчество

### Фильмография

#### Актёрские работы
- 2001 — Лавина — Алик, сын Игоря Месяцева
- 2004 — Русское — Эдик Савенко, юный поэт
- 2004 — Пепел «Феникса» — Георгий Арефьев, лейтенант милиции
- 2004 — Курсанты — Петя Глущенко, курсант
- 2006 — Живой — Кир (Сергей), солдат-контрактник, вернувшийся без ноги с боевых действий в Чечне
- 2006 — Транс / Transe — парень Сони
- 2007 — Молодой Волкодав — Каттай
- 2007 — Капитанские дети — Артём Клементов
- 2007 — Сердце врага (не был завершён) — Эрик Линдт, немецкий военный лётчик
- 2008 — Больше Бена / Bigga than Ben (Великобритания) — Спайкер[8]
- 2008 — Лимузин / Kierowca (Польша) — «F.»
- 2008 — Открытое пространство — Антон Степанов
- 2009 — Альпинист (Украина) — Макс Павлов
- 2011 — Тихая застава — Андрей Панков, капитан, начальник пограничной заставы
- 2011 — Slove. Прямо в сердце — Сергей Романович Ронин, брат Алексея Ронина (агента «Slove»)
- 2011 — Была тебе любимая… — Павел Громов
- 2012 — 20 лет без любви —Андрей, друг Светланы
- 2012 — Костёр на снегу — Павел Сенцов, сын губернатора
- 2014 — Дело чести — Александр Петрович Назаров, брат Ивана, сын Петра Алексеевича и Лидии Павловны Назаровых[9]
- 2014 — Дело Батагами — Илья, оперативный сотрудник отдела прокуратуры по защите свидетелей
- 2014 — Идеальная пара — Кеша (главная роль)
- 2015 — Провокатор — Антон Карпов («Провокатор»), внештатный сотрудник структуры МВД, агент под прикрытием (главная роль)
- 2015 — Побег за мечтой (киноальманах) — Олег Краснов (главная роль)
- 2015 — Ненужное кредо (короткометражный фильм) — Олег Краснов
- 2016 — Мафия. Игра на выживание — Илья, инженер, больной раком[2]
- 2017 — Бесстыдники — Ден / Евгений, парень Кати Груздевой, муж Агнии
- 2017 — Доминика — Константин
- 2017 — Провокатор 2 — Антон Карпов («Провокатор»), внештатный сотрудник структуры МВД, агент под прикрытием (главная роль)
- 2017 — Пелена / Полуда (Украина) — Валерий Камышев, глава районный администрации (главная роль)
- 2017 — Я любить тебя буду, можно? — Сергей (главная роль)
- 2018 — Неотправленное письмо — Егор и Евгений Прядкины, братья-близнецы (главная роль)
- 2018 — Ускользающая жизнь — Максим Краснов, врач-психиатр (главная роль)
- 2018 — Мелодия любви — Игорь Волин, бизнесмен и музыкант (главная роль)
- 2018 — На обрыве — Иван, старший лейтенант, участковый уполномоченный полиции (главная роль)
- 2018 — Прощаться не будем — раненый разведчик
- 2020 — Мавки — Олег
- 2022 — Игра на выживание-2 — камео
- 2024 (снят в 2018 году) — Приставы — Егор Грачёв, судебный пристав, сотрудник ФССП

#### Продюсерские работы
- 2020 — Рейк (в производстве)

### Работы в театре

#### Антрепризы
- 2017 — «Шестикрылая Серафима» (другое название спектакля — «Великолепная шестёрка»), антрепризный спектакль по одноимённой пьесе Елены Исаевой (режиссёр — Алла Решетникова) — Игорь, настоящий любовник успешной леди по имени Серафима Михайловна (первая театральная роль актёра с 2002 года)[12]

#### Театр «Миллениум» (Москва)
- 2019 — «Еврейское счастье», комедийный спектакль по пьесе израильского драматурга Эфраима Кишона «Ктуба» («Брачный договор») в переводе Марьяна Беленького (режиссёр — Нина Чусова; премьера — 17 февраля 2019 года в ЦДКЖ в Москве[13]) — Бальтазар Кацман[14]

### Участие в музыкальных видеоклипах
- 2016 — клип на песню «Условный рефлекс» — Настя Задорожная[15]

## Награды и номинации
- 2004 — приз за лучшую мужскую роль в конкурсе зрительских симпатий «Великолепная семёрка „МК“» на 2-м Московском фестивале отечественного кино «Московская премьера» (27 августа — 5 сентября 2004 года) — за роль юного поэта Эдика Савенко в художественном фильме «Русское» (2004) режиссёра Александра Велединского[6].
- 2006 — приз за лучшую мужскую роль актёрскому ансамблю (Андрей Чадов, Алексей Чадов, Максим Лагашкин, Владимир Епифанцев) на IV Открытом фестивале кино и театра «Амурская осень» в Благовещенске — за роли в драматическом художественном фильме «Живой» (2006) режиссёра Александра Велединского[16][17].
- 2007 — номинация «Лучшая мужская роль» на кинопремию «Ника» — за роль солдата-контрактника Кира (Сергея) в драматическом художественном фильме «Живой» (2006) режиссёра Александра Велединского.
- 2007 — «Кинонаграда MTV Россия» в номинации «Лучшая мужская роль» — за роль солдата-контрактника Кира (Сергея) в драматическом художественном фильме «Живой» (2006) режиссёра Александра Велединского.
- 2011 — премия ФСБ России (3-я премия) в номинации «Актёрская работа» — за роль начальника пограничной заставы капитана Андрея Панкова в художественном фильме «Тихая застава» (2011) режиссёра Сергея Маховикова.
- 2011 — приз XIX Международного детского кинофестиваля «Алые паруса» в «Артеке» в номинации «Лучший актёр» — за роль начальника пограничной заставы капитана Андрея Панкова в художественном фильме «Тихая застава» (2011) режиссёра Сергея Маховикова.
- 2017 — специальный приз Совета партнёров XV Открытого фестиваля кино и театра «Амурская осень» в Благовещенске — «за создание неординарных образов в конкурсном фильме „Доминика“ (режиссёр Олег Агейчев) и конкурсном спектакле „Шестикрылая Серафима“ (режиссёр Алла Решетникова)»[18].